# Comune di Maniitsoq

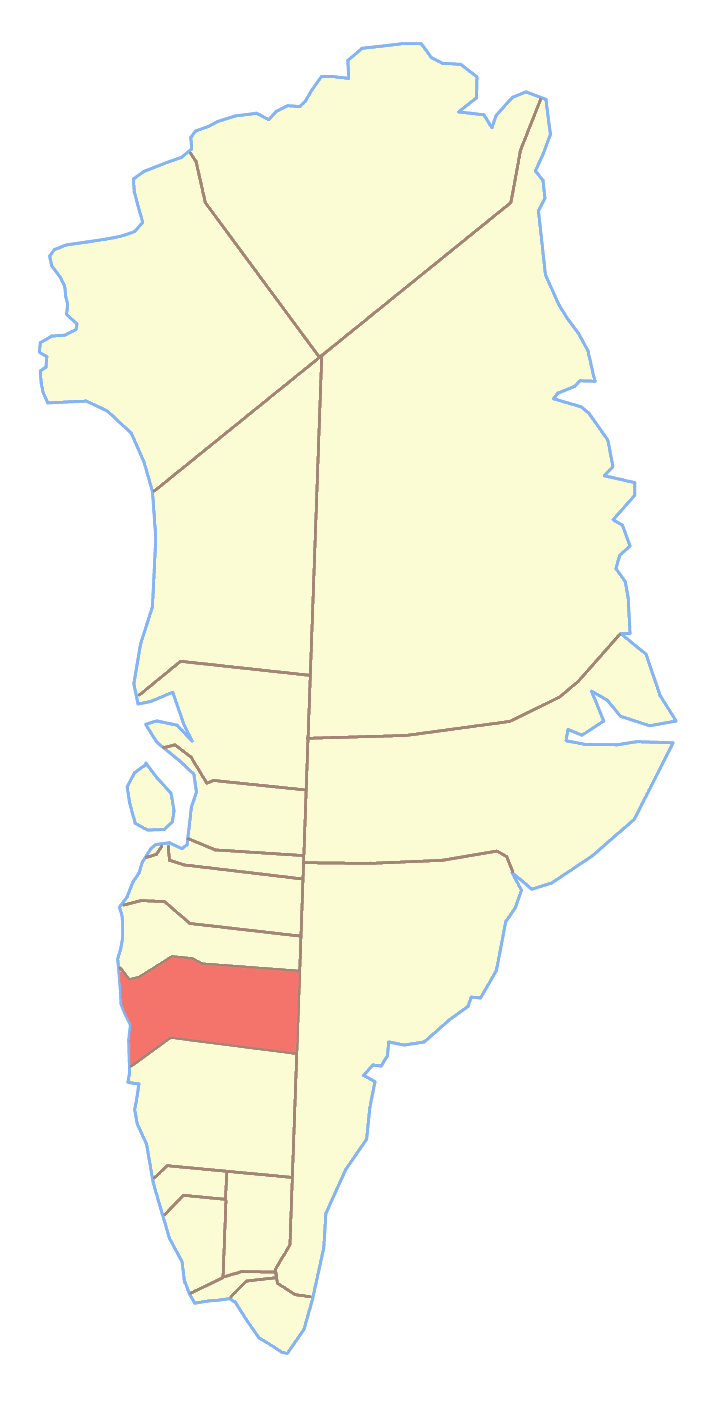
Il comune di Maniitsoq nell'ambito della vecchia suddivisione

Il comune di Maniitsoq (groenlandese: Maniitsup Kommunia; danese: Maniitsoq Kommune) fu un comune della Groenlandia dal 1950 al 2008. La sua superficie era di 62.600 km² e la sua popolazione era di 3.588 abitanti (1º gennaio 2005); si trovava nella contea di Kitaa (Groenlandia Occidentale) e il suo capoluogo era Maniitsoq.
Il comune fu istituito il 18 novembre 1950, e cessò di esistere il 1º gennaio 2009 dopo la riforma che rivoluzionò il sistema di suddivisione interna della Groenlandia; il comune si fuse insieme al comune di Sisimiut a formare l'attuale comune di Qeqqata.
Oltre al capoluogo, altri villaggi si trovavano all'interno di questo comune: Atammik, Kangaamiut e Napasoq.